# كانان (كونيتيكت)
كانان (بالإنجليزية: Canaan, Connecticut)‏ هي بلدة أمريكية تقع في الولايات المتحدة في كونيتيكت. يقدر عدد سكانها بـ 1,101 نسمة ومساحتها 86.2 كم2 وترتفع عن سطح البحر 200 متر.

## معرض صور

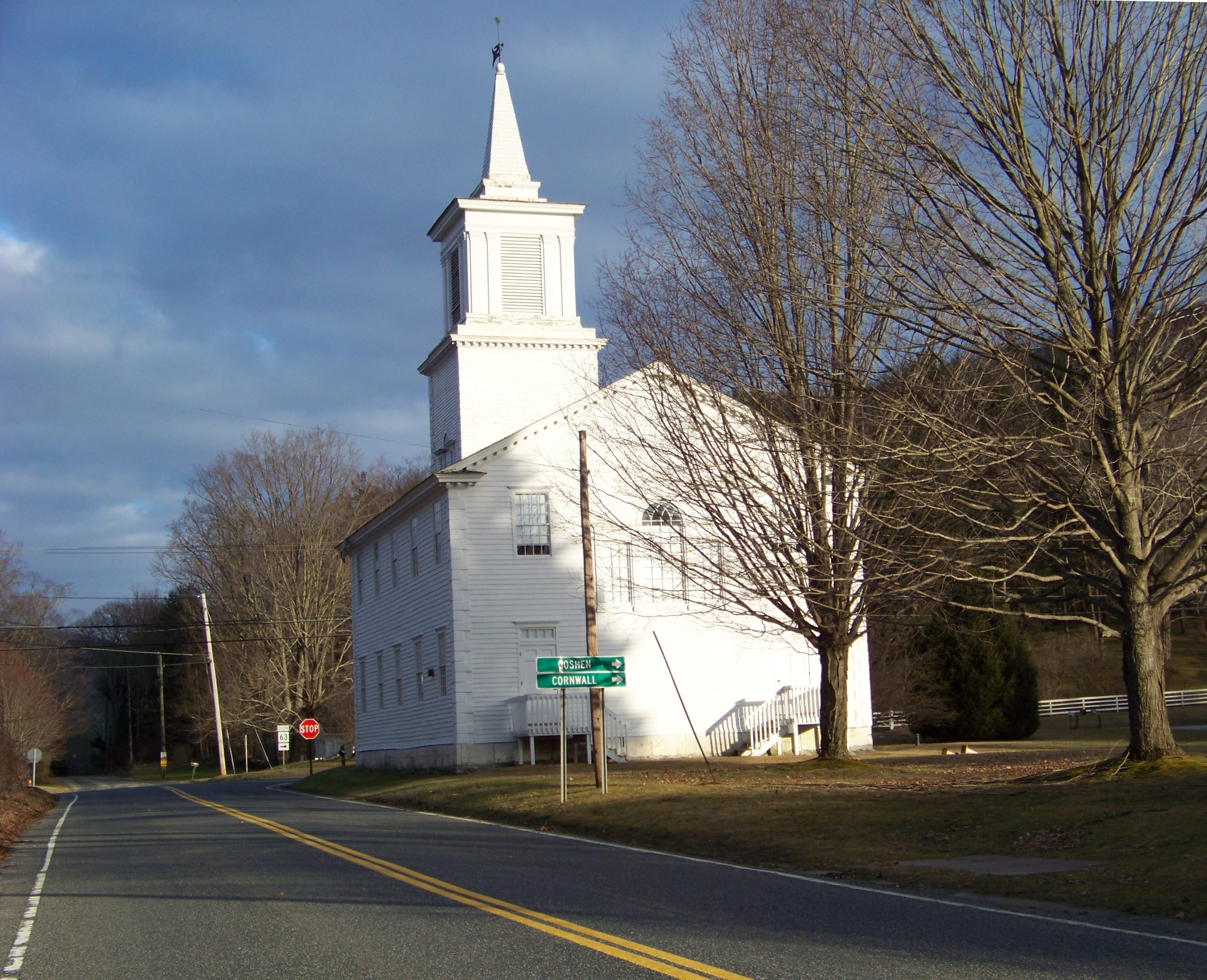
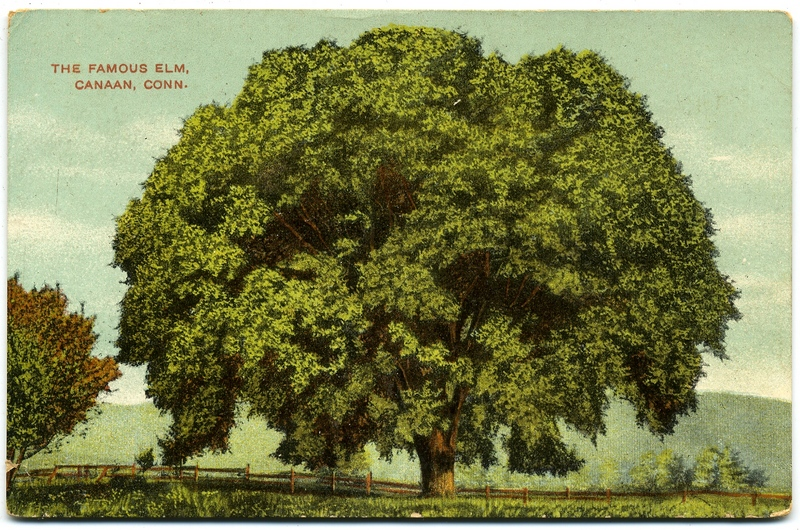
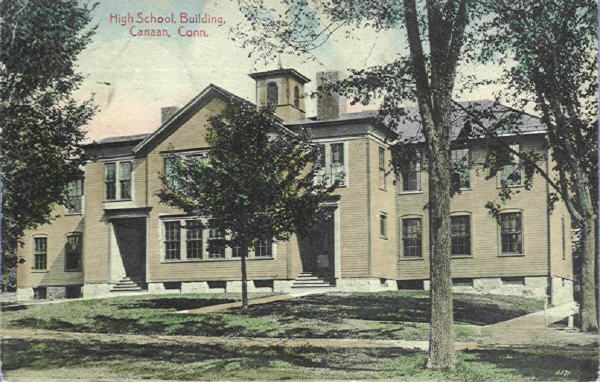

## أعلام
- تشارلز فان دورين
- فيليس هافر
- لمويل روبرتس
- ستيف بلاس
- جادسون فيليبس